# Поднимись над суетой!
„Поднимись над суетой!“ е третият студиен албум на руската певица Алла Пугачова. Издаден е в СССР от фирма „Мелодия“ през ноември 1980 г.
Албумът е записан през 1979 г., но „Мелодия“ по някаква причина забавя издаването му. Той се появява на рафтовете на магазините едва в края на 1980 г. Впоследствие албумът е преиздаван многократно. Музиката към всички песни в записа е написана от самата Алла Пугачова.
Издаването на албума беше предшествано от сингъл „Вот так случилось, мама“, на който присъстваха 4 (от 9) песни.
През 1980 г. компанията „Мелодия“ издава експортно издание на плочата.

## Списък на песните
Цялата музика е написана от Алла Пугачова.
| 1. | Все силы даже прилагая (Дори с всичките ми усилия)             | Евгений Евтушенко                         | 2:35 |
| 2. | Вот так случилось, мама (Така се случи, мамо)                  | Олег Милявски                             | 3:42 |
| 3. | Папа купил автомобиль (Татко купи кола)                        | Олег Милявски                             | 2:32 |
| 4. | Три желания                                                    | Диомид Костюрин                           | 2:50 |
| 5. | Что не может сделать атом (Какво не може да направи един атом) | Уди Гатри, руски текст от Татяна Сикорска | 3:04 |

| Втора страна | Втора страна                                                            | Втора страна   | Втора страна | Втора страна | Втора страна | Втора страна | Втора страна | Втора страна | Втора страна |
| №            | Име                                                                     | Текст          | Време        |              |              |              |              |              |              |
| ------------ | ----------------------------------------------------------------------- | -------------- | ------------ | ------------ | ------------ | ------------ | ------------ | ------------ | ------------ |
| 6.           | Звёздное лето (Звездно лято)                                            | Иля Резник     | 4:43         |              |              |              |              |              |              |
| 7.           | Ленинград / Памяти Лидии Клемент (Ленинград / В памет на Лидия Клемент) | Осип Манделщам | 3:08         |              |              |              |              |              |              |
| 8.           | Музыкант (Музикант)                                                     | Осип Манделщам | 2:53         |              |              |              |              |              |              |
| 9.           | Поднимись над суетой (Издигнете се над суетата)                         | Иля Резник     | 4:20         |              |              |              |              |              |              |
| 29:47        |                                                                         |                |              |              |              |              |              |              |              |